# الثقيبة

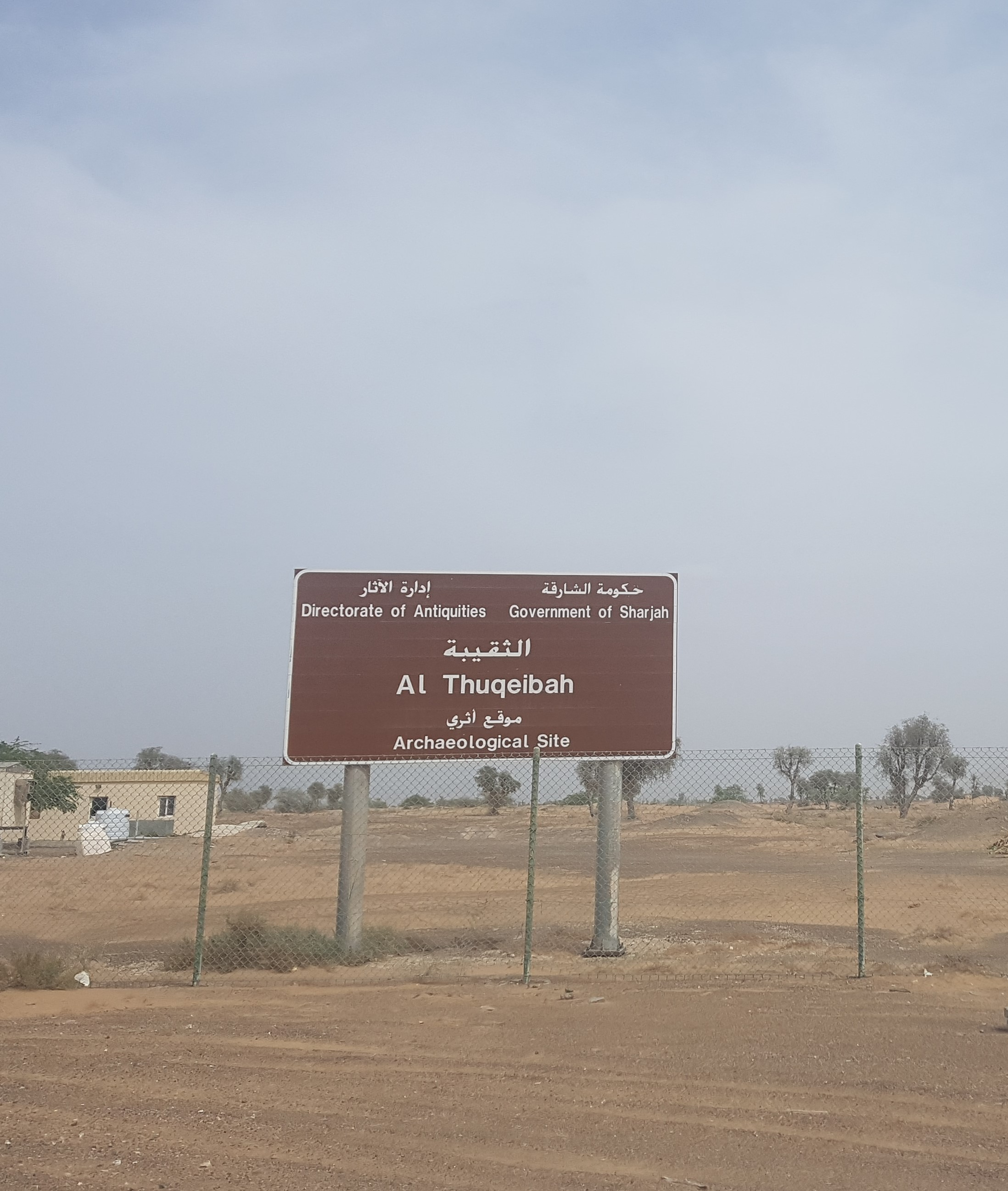

الثقيبة هو موقع أثري من العصر الحديدي يقع على مسافة 20 كم جنوب مدينة ألذيذ في الجهة الجنوبية لواحة المدام في الجزء الأوسط من إمارة الشارقة، في دولة الإمارات العربية المتحدة.وتدل البنية الجيومورفولوجية للمنطقة على تواجد المياه الجوفية التي كانت تزود الواحة وحضاراتها القديمة بالمياه، بالإضافة إلى أن الجبال المجاورة مثل جبل البحيص كانت تشكل حاجزاً طبيعياً يحميها من رمال الصحراء.
بدأ التنقيب في الموقع من قبل إدارة الآثار بالشارقة عام 1987 بتنقيب دار سكنية مشيدة بالآجر الطيني تعود إلى العصر الحديدي (1300-300 ق.م) بالقرب من قرية الثقيبة، ثم تبعتها بعثة أثرية فرنسية إسبانية مشتركة عام 1994، ثم بعثة إسبانية تضم فريق من جامعة مدريد المستقلة بالتنسيق مع البعثة الأثرية المحلية بالشارقة، وأسفرت عمليات التنقيب عن اكتشاف مستوطنة تعود للعصر الحديدي الثاني (1000-600 ق.م) وقد وفرت هذه الاكتشافات الكثير من المعلومات الخاصة بالتاريخ القديم لدولة الإمارات العربية المتحدة، والوصول إلى صورة تاريخية حضارية للمنطقة في تلك الفترة، والازدهار الكبير الذي شهدته خصوصاً في مجال الزراعة واستخدام المياه  وقد ارتبطت بنظام ري بالفلج قريب من العصر الحديدي،كما كشفت التنقيبات عن أن المستوطنة تتكون من عدد من المنازل وبئر، يعتقد أنه يعود إلى العصر الحديدي الثاني. وورشة لصناعة الآجر الطيني أو اللبن والذي شيدت بواسطته معظم مباني الموقع، كما تم العثور على العديد من طبعات الأرجل للعاملين في موقع الورشة المكتشفة.